# 艾迪臣·費利拿·迪·蘇沙
艾迪臣·費利拿·迪·蘇沙（Adilson Ferreira de Souza，1978年9月1日—），生于聖保羅，現效力神戶勝利船。

## 連結
- K-League Player Record 
- CBF Profile[永久] （葡萄牙文）